# Département de Kounahiri
Le département de Kounahiri est un département de Côte d'Ivoire.